# Ernst Leudesdorff
Ernst Leudesdorff (* 28. März 1885 in Elberfeld; † 7. September 1954 in Hamburg) war ein deutscher Schauspieler und Intendant des Thalia Theaters Hamburg.

## Leben
Ernst Leudesdorff wurde 1885 in Elberfeld geboren.
1915 kam er an das Thalia Theater in Hamburg, wo er für seine erste Rolle in Ibsens Der Bund der Jugend viel Beifall erhielt und dauerhaft Teil des Ensembles wurde.
Dabei lernte er die Schauspielerin Philine Tormin kennen, welche die Rolle der Selma spielte. Sie war im gleichen Jahr an das Thalia Theater gekommen. Leudesdorff und Tormin heirateten und bekamen zwei Kinder. Philine Leudesdorff-Tormin starb bereits 1924.
1939 erhielt der Staatsschauspieler Leudesdorff von Albert Bozenhard den Albert-Bozenhard-Ring, der fortan als Auszeichnung für den würdigsten Thalia-Schauspieler weitergegeben wurde und heute im Besitz von Victoria Trauttmansdorff ist.
Von 1936 bis 1942 war er zusammen mit Paul Mundorf Intendant des Thalia Theaters. Während seiner Amtszeit wurde das Theater verstaatlicht.
Neben seiner Arbeit als Theaterschauspieler trat er auch in drei Filmen auf und war als Hörspiel- und Synchronsprecher tätig.
Seine Grabstätte befindet sich auf dem Friedhof Ohlsdorf im Planquadrat AD 16 (nordwestlich Nordteich).

## Filmografie
- 1938: Mit versiegelter Order
- 1938: Was tun, Sybille?
- 1942: Dr. Crippen an Bord

## Hörspiele (Auswahl)
- 1926: Friedrich Schiller: Die Räuber (Karl) – Regie: Hermann Beyer (Sendespiel (Hörspielbearbeitung) – NORAG)
- 1928: William Shakespeare: Othello, der Mohr von Venedig. Trauerspiel in fünf Akten (Jago, Othellos Fähnrich)–Regie: Hermann Beyer (Sendespiel (Hörspielbearbeitung) – NORAG)
- 1949: Ernst Schnabel: Die grüne Grube (Direktor) – Regie: Gustav Burmester (Hörspiel – NWDR Hamburg)
- 1950: C. W. Ceram: Götter, Gräber und Gelehrte (1. Teil: Der Faden der Ariadne) (Jupiter) – Regie: Gustav Burmester (Hörbild, Hörspielbearbeitung – NWDR Hamburg)
- 1951: Günter Rutenborn: Die Berufung (Mitreisender) – Regie: Gustav Burmester (Hörspielbearbeitung – NWDR Hamburg)
- 1951: Charles Dimont: Karfreitag (Dr. Annas) – Regie: Fritz Schröder-Jahn (Original-Hörspiel – NWDR Hamburg)
- 1951: Anonymus: Die siebzehn Kamele; Vorlage: Erzählung aus 1001 Nacht (Der Kadi) – Regie: Hans Gertberg (Hörspielbearbeitung, Kurzhörspiel – NWDR Hamburg)
- 1954: Charles Dimont: Karfreitag (Dr. Annas) – Regie: Fritz Schröder-Jahn (Original-Hörspiel – NWDR Hamburg)